# Bromus exaltatus
Bromus exaltatus là một loài thực vật có hoa trong họ Hòa thảo. Loài này được Bernh. mô tả khoa học đầu tiên năm 1841.